# 絶対に笑ってはいけない名探偵24時
『絶対に笑ってはいけない名探偵24時』（ぜったいにわらってはいけないめいたんていにじゅうよじ）は、2015年12月31日（木曜日）18:30（午後6時30分） - 2016年1月1日（金曜日）0:30（午前0時30分、JST）にかけて日本テレビ制作のバラエティー番組『ダウンタウンのガキの使いやあらへんで!! 大晦日年越しSP』として放送された企画である。テレビ大分を除く日本テレビ系列（NNS加盟）28局同時ネット。テレビ大分では2016年1月2日（土曜日）（1日深夜）0:55 - 6:55に放送。琉球放送（RBCテレビ）では2016年3月12日（土曜日）12:57 - 15:10に前編、3月13日（日曜日）13:00 - 16:35に後編を放送。
1月4日（月曜日）21:00 - 22:54には未公開シーンを集めた『ダウンタウンのガキの使いやあらへんで!!お見逃しも未公開も一挙大公開SP!!』がNNS29局で放送された。

## 概要
「笑ってはいけないシリーズ」の通算13作目。(大晦日年越しスペシャルとしては記念すべき10作目)放送時間は歴代シリーズ最長タイとなる6時間（未公開を含むと現在8時間）。
この回以降のバスのパートには、日本テレビ制作の1月期スタートの連続ドラマの出演者が、笑いの刺客として出演する。
『絶対に笑ってはいけない病院24時』から引き続き、ガキの使いメンバー5人での実施となってからは2年ぶりの職業としての役柄（探偵業）となり、罰ゲームを受ける。松本が金髪になったのも初めてである。
また大晦日年越しスペシャルになってから10年目という事もあって偶然なのか、それとも原点回帰の意味を込めてか、メンバー内での潰し合い的なシーンが多いのも特徴。
| 名探偵24時のメンバー （台詞テロップの色） | 第一印象               | お仕置き（ケツバット）を受けた回数            |
| ----------------------------------------- | ---------------------- | --------------------------------------------- |
| 松本（赤■）                               | 超ムキムキマッチョ探偵 | 331回（キス3回、大サイエンスショックの刑1回） |
| 浜田（青■）                               | 精悍ツッコミ探偵       | 276回（キス3回）                              |
| 方正（緑■）                               | とっつぁん坊や探偵     | 237回（ビンタ、ブラジリアンショックの刑1回）  |
| 遠藤（橙■）                               | 男前再婚探偵           | 269回（浮気の鬼退治の刑1回）                  |
| 田中（紫■）                               | ひょろひょろノッポ探偵 | 267回（タイキック3回）                        |
| 中居（水色■）                             | サイズが小さい         | 10回（キス1回、途中までゲスト出演）           |
| 藤原（黒■）                               | 名探偵藤原             | -                                             |

松本の331回は最高記録で塗り替えられていない。また、遠藤・田中も自身の合計の最多を記録し、方正も合計2位とかなり罰の回数が多く、合計回数も歴代1位になっている。(ちなみに浜田は当時としては空港に次いで2位だったが、後に『アメリカンポリス(277回)』『青春ハイスクール(279回)』が出たため、現在4位)

### 舞台
舞台は「ガースー黒光り探偵事務所(GKDA)」（ガースーくろびかりたんていじむしょ）として、静岡県小山町の「足柄ふれあい公園」と「ろうきん研修所富士センター」と「小山町総合運動公園野球場」でロケが行われた、また御殿場市内でもロケが行われた。

### 視聴率
平均視聴率で第1部（18:30 - 21:00）が17.6%、第2部（21:00 - 翌0:30）が15.3%を記録した（ビデオリサーチ調べ、関東地区・世帯・リアルタイム）。『第66回NHK紅白歌合戦』の裏番組としては最高視聴率で、2010年から6年連続で民放の首位となった。
2016年1月4日に放送された『お見逃しも未公開も一挙大公開SP!!』は15.7%を記録した（ビデオリサーチ調べ、関東地区・世帯・リアルタイム）。
DVDは2016年11月30日に第22巻として初回限定版で本編ディスク4枚に加え、特典ディスク1枚のデジパック仕様バージョンDVDと、本編ディスク2枚組と特典ディスク1枚が入ったデジパック仕様のBlu-rayディスクバージョンと本編を1枚ずつ4巻に分けた通常版DVDの3種類が発売されたが本編とは異なるシーンがいくつかある。

### スケジュール
- 08:00 - 勤務開始 ⇨ バスに乗車(途中で中居は下車) ⇨ ガースー黒光り探偵事務所 ⇨ 銅像説明 ⇨ 新人研修室
- 10:00 - 引き出しネタ①(一部未公開)
- 11:00 - DVD①「ガースー直販」、DVD②「ドンコング殺人事件」
- 12:00 - レクリエーション大会(一部未公開)
- 12:30 - 所長へ挨拶
- 13:00 - 昼食(お料理即興アイドルソング替え歌)
- 13:30 - バスに乗車して移動 ⇨ 捕まってはいけない(一部未公開) ⇨ バスネタ(未公開) ⇨ 探偵事務所へ
- 15:30 - 引き出しネタ②(一部未公開)
- 16:30 - 方正が潜入捜査
- 17:00 - マリオメーカークリア、田中タイキック
- 18:00 - 殺人事件の現場を見学
- 18:30 - 金融会社(未公開)
- 19:00 - ダウンタウンDXの収録を見学(一部未公開)
- 20:00 - 報告会に同席
- 21:00 - 犬神家の広間、遺産相続の場に同席
- 22:00 - 講堂、名画ハマ・リザ盗難事件を解決
- 23:00 - ジミーVTR(未公開)
- 00:00 - 犬神家、求婚の場に同席(未公開) ⇨ バスに乗車して移動 ⇨ 分室、依頼者の殴り込みを仲裁
- 01:30 - 驚いてはいけない(一部未公開)
- 03:00 - 勤務終了

## 出演者

### 本編
レギュラーメンバー
- ダウンタウン（松本人志・浜田雅功）
- 月亭方正
- ココリコ（遠藤章造・田中直樹）

引率
- 藤原寛（ダウンタウン元マネージャー）- 江戸川コナン

参戦（中居登場からDVDカット）
- 中居正広（当時SMAP） - 開始からバスの途中まで。

オープニング
- むらせ - ニセ木村拓哉
- JP - ニセ香取慎吾
- よっしー - ニセ草彅剛
- ジゴロー - ニセ稲垣吾郎

バス内（DVDカット）
ど根性ガエル
- オカリナ（おかずクラブ） - 京子ちゃん
- 日村勇紀（バナナマン） - ゴリライモ
- 蛭子能収 - ひろし
- 若林正恭（オードリー） - 五郎

ヒガンバナ〜警視庁捜査七課〜
- 木下隆行（TKO） - 白田吾郎（警視庁一課）
- 高梨臨 - 伊藤凛（警視庁七課）
- 堀北真希 - 来宮渚（警視庁七課）

探偵事務所内
- チビ探偵 - 本物少年の姿の藤原寛成らぬ江戸川コナン。名画ハマ・リザ（モナ・リザの浜田バージョン）盗難事件にも登場。

新人研究室

写真週刊誌「MONDAY」（DVDカット）
- 篠崎愛 - 表紙 厳密には写真のみの使用で企画そのものには出演していない。
- 某地方局の美人アナウンサー

VTR（DVDカット）
- 博多大吉（博多華丸・大吉） - 現場リポーター
- 千秋 - 前述の女子アナに扮し、遠藤へのドッキリとして登場

昼食
- 品川祐（品川庄司）

レクリエーション大会
- 千原ジュニア - 進行
- 笹崎里菜（当時・日本テレビアナウンサー） - アシスタント

Team 岡田
- 岡田圭右（ますだおかだ） - Team 岡田リーダー
- デヴィ夫人 - Team 岡田メンバー
- ボビー・オロゴン - Team 岡田メンバー

Team 宮迫
- 宮迫博之（当時・雨上がり決死隊） - Team 宮迫リーダー
- 関根勤 - Team 宮迫メンバー
- 尾木直樹 - Team 宮迫メンバー
- 藤本敏史（FUJIWARA） - Team 宮迫メンバー

所長室
- 石坂浩二 - 金田一耕助（探偵事務所の所長）

捕まってはいけない名探偵
- 柳楽優弥 - スペシャルプレーヤー
- 遠藤ファミリー - 遠藤一家鬼（マッサージチェーン店『てもみん』のパロディである『あしもみん』として、浜田に股間マッサージをしたほか、DVDのみの収録分として、柳楽にも同様の罰を行っている。）
- イジリー岡田 - イジリー岡田鬼（「高速ペロンチョ」と称して松本を舌で舐め回した）
- 安藤美姫 - 銀盤の女王鬼（スケートをしながら、田中の頭をハリセンで思い切り叩いた）
- 江頭2:50 - 江頭鬼（浜田と柳楽にキスをした）
- おばちゃん1号 - おばちゃん鬼（「鼻ペロンチョ」と称して松本の鼻を舐めた）

事件現場
- ローラ - 刑事古畑任三郎
- 辰巳琢郎 - 刑事
- 若林豪 - 刑事
- 東ちづる - 殺された男の妻
- 西岡徳馬 - 名探偵ポアロ

ダウンタウンDX鑑賞
- デコピン浜ちゃん（ダウソタウソ） - ニセ浜田
- エキストラの老人 - ニセ松本
- 夏樹陽子 - ゲスト
- 東幹久 - ゲスト
- カイヤ - ゲスト
- 陣内智則 - ゲスト
- 梅宮辰夫 - ゲスト
- デーモン閣下 - ゲスト
- 菊地亜美 - ゲスト
- アニマル浜口 - ゲスト

探偵事務所報告会
- 雨上がり決死隊（宮迫博之・蛍原徹）
- 西川きよし
- 陣内智則
- 品川祐（品川庄司）
- 勝俣州和
- 村本大輔（ウーマンラッシュアワー）
- YOU
- ライセンス（藤原一裕・井本貴史）
- 千鳥（大悟・ノブ）
- 中川家（礼二・剛）

犬神家
- 板尾創路（130R） - 犬神板尾
- 犬神松子 - 犬神家の長女
- 犬神竹子 - 犬神家の次女
- 古館弁護士

名画ハマ・リザ盗難事件
- 蝶野正洋 - 警視庁刑事

探偵事務所 分室（プライドをかけた体張り祭り）
上島軍団（浮気をバラされたサラリーマン）
- 上島竜兵（当時・ダチョウ倶楽部） - 軍団リーダー
- ケンドーコバヤシ - 参謀
- 原西孝幸（FUJIWARA）
- 岩尾望（フットボールアワー）
- とにかく明るい安村

出川軍団（先輩探偵）
- 出川哲朗 - 軍団リーダー
- 星田英利 - 参謀
- 田中卓志（アンガールズ）
- クロちゃん（安田大サーカス）
- 中村喜伸プロデューサー

驚いてはいけない名探偵
- 内海桂子 - 悪の組織のボス
- ねば〜る君 - 窓越しに登場したほか、大量の人形が落下した
- 林家ペー・パー子
- 石山大輔（バンビーノ）
- 中岡創一（ロッチ） - 『キングオブコント2015』の決勝1本目で披露した、試着室ネタで登場
- バービー（フォーリンラブ） - 捕えられた浜田と田中を、真っ暗な部屋の中で悪戯した
- 叶姉妹（叶美香・叶恭子） - セクシーランボー
- 佐藤蛾次郎 - 浜田が写真撮影したときに差し変わった他、捕えられた際に浜田と入れ替わりで本人が登場した
- 長江康裕 - 浜田のマネージャーで、後述するM1号を誘導
- M1号 - 浜田と誤って現場入りした（声は浜田の音声素材を使用）
- 謎の覆面集団 - 前回も登場したガイ・フォークスの仮面をかぶった集団
- 進撃の巨人

エンディング
- 菅賢治 - スガーロック・ホームズ（初代所長）
- Every Little Thing - 「fragile」の替え歌、本人によるリテイク、女性が唄うのは初、ラストサビは『警察』『病院』『空港』『熱血教師』『地球防衛軍』のワンシーンが流れた。

### 未公開シーン
探偵事務所内
- 竹内力 - 神田銀次郎
- アグネス・チャン - 浪速金融･キタの昇り龍 アグネス
- 田嶋陽子 - 京橋金融･京橋の猛虎 田嶋
- 石井正則（当時・アリtoキリギリス） - 社内のナレーション
- 城明男 - 神田の舎弟
- 大沼竣 - 債務者の男性

新人研修室
- ジミー大西 - NHK『プロフェッショナル 仕事の流儀』のパロディDVDに出演
- エキストラ少女達

捕まってはいけない名探偵
- 小峠英二（バイきんぐ） - 生ビール鬼
- 獣神サンダーライガー - サンダーライガー鬼

バス内
- 小籔千豊 - バック・トゥ・ザ・フューチャーのドク
- 前園真聖 - バック・トゥ・ザ・フューチャーのマーティ
- 伊藤一朗（Every Little Thing） - チャールズ・チャップリン
- パンツェッタ・ジローラモ - 横山やすし
- アニマル浜口 - 植木等

新人研究室
- 平尾昌晃 - 5人の会話を絵の裏から盗聴していた人物

ダウンタウンDX「スターの私服」
- 遠藤の父・母 - VTRのみ出演
- 福田起弘 - 今昔庵のマスターで遠藤夫婦同様、VTRのみ出演

驚いてはいけない名探偵
- くっきー!（野性爆弾）  - TERU（GLAY）に扮して登場
- 福島善成（ガリットチュウ） - TERUの嫁（亜美ちゃん）に扮して登場
- 松野明美 - 朝から出番を待っており、早く熊本に帰らなくてはならずキレて襲撃した
- 江戸川コナン（声の出演:高山みなみ） - セグウェイに乗りながら爆走した後、階段下の壁に頭部を強打した
- 松島トモ子 - 代名詞的なエピソードである、かつて噛まれてしまったライオンにリベンジしたことを報告
- 坂田利夫 - 松本が写真撮影したときに差し変わった
- RG（レイザーラモン） - Toshl（X JAPAN）のモノマネで、「探偵あるある」を披露しようとしたら落とし穴に落下した

### 完結編
遠藤「ニコニコ動画」VTR

## 主な出来事
バス車内
- 事務所に到着する前に中居がバンダナを巻いて帽子を被るチャゲに似たスタイルをしているとして「チャゲ罪」で連行され、これを最後に中居は離脱した。ちなみに最初に罰を受けたのは方正の話で笑ってしまった中居。なおこのお仕置きを受けた中居は、直後に自らのズボンの尻部分が破けてしまった。また「中居 OUT」の判定音と同時に松本も笑っていたが、何故かお仕置きは執行されなかった。

引き出しネタ
- 遠藤が袋とじを開封し、メンバー全員が読んでいる最中に緊急中継が流れ、中継の最後あたりに千秋が「遠藤くんの粗相のせいで今年も呼ばれちゃったよ。このまま浮気の鬼を野放しにしてはいけません。鬼退治お願いします!」と言った直後に遠藤が「浮気の鬼退治の刑」を執行された。(お仕置きは猿掌底2発)
- 松本の引き出しに封筒。極秘ミッションが書かれており、内容は「今から10分以内に松本の言葉で誘導して田中を泣かせろ。もし失敗したら松本に大サイエンスショックのお仕置きが執行される」というものだった。松本はチャレンジに失敗してお仕置き（超強力な静電気）を受けた。

アニメーションDVD
- 正式タイトルは「名探偵アニメシリーズ ドンコング殺人事件」。金田一耕助のパロディキャラである、浜田をモデルにした探偵・ハマダイチコウスケが助手のタナカナオキと共に観戦していたボクシング試合のプロモーター・ドンコングが殺害された事件を解決するもの。最後に監視カメラに映ったタナカが自慢のアゴでドンコングを殺害した証拠を手に入れ、タイ人キックボクサーのデカ長から「タイキックの刑」に処され、田中はそのオチの通りにタイキックを受けた。

ガースー直販
- 田中の引き出しにあったDVDに収録されていた通販のCM。元ネタは日本直販で、オープニングロゴやラストでの歌など、昔の本家を意識した作りになっている。このDVDでは「パンツ型タイキックサポーター まもるくん[注 9]」を紹介し、興味を持った田中は引き出しにあった5000円を使って購入した。その後、先述のアニメDVDのオチで田中はタイキックを受けることになり「まもるくん」を使用するが、エアバッグが異常に小さかった為タイキックを全く軽減できないばかりか、運悪く衝撃が前にまで響いてしまい悶絶することとなる。怒った田中はガースー直販にクレームの電話を掛けると[注 10]、交換と言う形で別の「まもるくん」を入手する。すぐにガースー直販からお詫びの粗品として「ポータブル扇風機 つむじ丸」が届き、起動させると扇風機のファンにバーサライタで「田中タイキック」の文字が現れて再び「まもるくん」を使用するが今度はエアバッグが前方に膨らみ、またしても田中はタイキックを軽減できなかった。もう一度クレームの電話を掛けるが[注 11]、保留中に電話を切られて逃げられてしまった。
- 通販DVDに出演した女性は元ネタとなった日本直販（2015年7月に正式名称がトランスコスモス株式会社日本直販事業となる）の社員であり、エンドロールでは日本直販の名がクレジットされている。

レクリエーション大会
- 「変装力を鍛えろ!顔変え20面相!!」ではチームリーダーの岡田と宮迫の他に司会の千原ジュニアが挑戦したが、全く出来ずに参加者に呆れられていた。
- 「推理力を鍛えろ!!誰が喋っているでしょう？」ではチーム宮迫へのお題「目玉おやじ」の最中、担当の関根勤が「おい 鬼太郎」と喋った直後に、浜田が小声で「…ろう」と喋ってしまい、出演者が入り乱れる事態が発生したため、このお題は仕切り直しとなった。

方正潜入調査
- おもしろメガネで遊んでいる最中に方正が藤原に潜入調査をお願いされ、ケッコー仮面の姿で帰ってくる。方正はケッコー仮面の姿である事、おもしろメガネを悪用しメンバーを笑わせるポーズを取り続けるが、松本がそれに怒ったのか10分間連帯責任カードを発動させてしまう。方正の悲鳴による笑いもアウトと判定されシバかれ続けたが、監視役があまりにも酷だと判断したのか次第に悲鳴はノーカウントと判定される。連帯責任なので、方正が笑うと「松本以外　OUT」と流れ一斉にお仕置きされるが、松本はおもしろメガネによる笑いを誘いココリコが笑う始末になってしまう。方正の尻にはミミズ腫れができ、水で濡らしたおしぼりで冷やすことになったが、連帯責任カードの効果が切れた後の方正は硬直したままだった。

スーパーマリオメーカー攻略
- 遠藤の引き出しから出てきた封筒には、怪人二十面相からの挑戦状として封筒に入っていたWiiリモコンとスーパーマリオメーカーのソフトが入っており、番組スタッフが作成したステージに挑むというもの。あまりにも難解なステージにメンバーを苦戦させ、一度は中断したものの、方正の着替え中にゲームを再開し、35回目のプレイで田中が見事クリアするが、足場のない状態で土管から落下し、足場のブロックに「田中タイキック」の文字が描かれ、クリアしたにもかかわらずタイキックを受けた。（hulu配信版では、スーパーマリオメーカー挑戦関連シーンと当該タイキックはカットされている。）

怪盗Xによるハマ・リザ事件
- 講堂にて5人は蝶野に怪盗Xの犯人を怪しまれる。しかし、方正の席は例年では左端なのだが、なぜか真ん中にあった[注 12]。怪盗Xではないと判断され、一時期は念願のビンタ回避になった。そして、顔が酷似している浜田はステージで事情聴取を受け、ビンタされる直前に一度登場したチビ藤原が名探偵として登場し、浜田をハマ・リザを盗んだ犯人ではないと明かす。ステージに降りたチビ藤原はハンマーを持ってくるよう指示し、蝶野に銅像を叩き割るよう話した。蝶野が指示に従い、銅像を割ると、中から方正に似た顔が出てくる[注 13]。そして方正はステージで事情聴取を受け、制裁のビンタを喰らうことに。あまりに怖かったのか、蝶野の鼻を頭突きしたりビンタ直前に制止したりさせる。結局ビンタは食らったが、浜田は方正に「山ちゃんがめちゃくちゃ喜んでいたのが哀れ」と言った。(ちなみに番組内でのテロップでは方正が濡れ衣を回避出来たのはシリーズ初と書いているが、2008年の新聞社24時でも似た様な展開はあった。)ビンタの件が長かったこともあり、ビンタに関与していない松本・遠藤・田中は18回もケツバットを受けていた。

驚いてはいけない名探偵
- モニターが消えたあと浜田が肘を動かした途端、2016年の年が明けた。

## その他
- 本編中で、ダウンタウン自らMCを務める『ダウンタウンDX』（ytv制作）のスペシャル版『ダウンタウンDXDX』内のコーナー「スターの私服」のパロディが流れた[注 14]。ここでは見学席に座らされたダウンタウンに代わり、ダウソタウソ（浜田のみ）が進行役を担当した。
- 『名探偵』つながりで江戸川コナン（CV:高山みなみ・『名探偵コナン』DX同様ytv制作）が「驚いてはいけない」に登場した。しかし、本放送では登場せず、未公開シーンでの登場だった。最初は声のみの登場で、劇場版予告風のナレーションを高山みなみが担当した。その後、江戸川コナンがセグウェイに乗って登場。しかし、そのまま直進し、事務所内の階段にぶつかって転倒、出番は終了した。未公開シーンの終盤に、2016年公開の映画『純黒の悪夢』の宣伝（画面左下にタイトルロゴと公開日のテロップ表示のみ）が行われた。
- 中居登場からオープニングのバス移動、遠藤の週刊誌、替え歌は一部DVD ではカットされている[注 15]。
- 浜田雅功から月亭方正に変わる胸像の原型を制作したのは、2人の井波彫刻の仏師（彫刻師）である。なお前年の「絶対に笑ってはいけない大脱獄24時」での、カボチャに彫られた浜田雅功の顔の原型も制作している[8]。

## あいうえお作文
(エンディング)お題：さるどし 作者：菅賢治
- さ…最高の仲間で
- る…ルール無用の
- ど…どこまでも走り続け
- し…重盛さと美と2人で生きていきたい

## 主要スタッフ
- 企画構成：松本人志、浜田雅功
- 構成：高須光聖/塩野智章、西田哲也、八代丈寛、鈴木雅貴、堀江B面、深田憲作、ビル坂恵、ゴージャス染谷、渡辺陽介、米田匡篤、大塚泰博、白武ときお、日高ユウキ、土橋敬弘、坂本貴彦、宮本有美香、南本真希、宮川大樹、小島隆仁
- フードコーディネーター：あまこようこ、佐世あやか
- ナレーション：広中雅志・山田真一（1月10日の未公開シーンのみ）
- TM：新名大作
- 美術プロデューサー：稲本浩、山本澄子
- TK：前田淳子
- デスク：國井萌
- ケータリング：内野幸
- エキストラ：土屋良介、仙田麻子
- 制作進行：飯作直哉、上田一徳
- AP：小川望、大城裕子、原田ともよ、加世田菜穂、柳祐輔、山角沙織、松本あゆみ、橋本直美、金沢紀子、小坂道洋
- 総合演出：斉藤敏豪
- 総監督：菅賢治
- ディレクター：但木洋光、堤本幸男、鶴田哲朗、山本カンスケ、名嘉鎮士、諏訪裕紀、島田健作、間篠高行、小柴弘三、古橋正裕、小笹優、山川泰一、青木孝之、前田匡寛、岡山薫
- プロデューサー：斎藤政憲、鈴木淳一、中村喜伸、小林宏充、本間正幸、成瀬弘靖、大沼朗裕/浜田和宏
- 演出：田中竜登、高橋敬治
- 監修：柳岡秀一
- プロデューサー・演出：大友有一
- チーフプロデューサー：森實陽三
- 協力：吉本興業
- 制作協力：charie's ZORO、オフィスぼくら、Fact 、ytv [注 16]、小学館・TMS [注 17]
- 製作著作：日本テレビ